# نعمت‌الله منوچهری
نعمت‌الله منوچهری نمایندهٔ دورهٔ نهم مجلس شورای اسلامی و عضو کمیسیون بهداشت و درمان مجلس شورای اسلامی از حوزهٔ انتخابیهٔ پاوه، جوانرود، ثلاث باباجانی و روانسر در استان کرمانشاه است.